# Delias balimensis
Delias balimensis is een vlindersoort uit de familie van de Pieridae (witjes), onderfamilie Pierinae.
Delias balimensis werd in 1955 beschreven door Roepke.